# Tsuki no uta
Tsuki no uta (jap. 月の詩) – czternasty singel japońskiego artysty Gackta, wydany 11 czerwca 2003 roku. Utwór tytułowy został wykorzystany jako pierwszy ending anime TEXHNOLYZE. Singel osiągnął 3 pozycję w rankingu Oricon i pozostał na listach przebojów przez 7 tygodni. Sprzedano 70 375 egzemplarzy.

## Lista utworów
Wszystkie utwory zostały napisane i skomponowane przez Gackt C.
| Nr | Tytuł                                        | Aranżacja  | Czas |
| -- | -------------------------------------------- | ---------- | ---- |
| 1. | "Tsuki no uta" (jap. 月の詩)                 | chachamaru | 4:58 |
| 2. | "Hoshi no suna" (jap. 星の砂)                | chachamaru | 4:32 |
| 3. | "Tsuki no uta" (jap. 月の詩) (instrumental)  | chachamaru | 4:57 |
| 4. | "Hoshi no suna" (jap. 星の砂) (instrumental) | chachamaru | 4:24 |